# Морі Мамору
Мамо́ру ‘Марк’ Мо́рі  (яп. 毛利 衛 Мо:рі Мамору, народ. 1948)  — перший професійний японський астронавт, доктор наук з хімії; виконав два польоти на космічному кораблі «Індевор» (1992, 2000).

## Біографія
Народився 29 січня 1948 року в селищі Йоїті на острові Хоккайдо. Там же закінчив середню школу в 1966 році. Продовжив навчання в Університеті Хоккайдо, де в 1970 році став бакалавром наук з хімії, а в 1972 — магістром. У 1976 році Морі Мамору захистив докторську дисертацію з хімії в Південно-Австралійському університеті Фліндерса.
У 1975—1985 роках М. Морі обіймав посаду ад'юнкт-професора в Університеті Хоккайдо, працюючи в галузі ядерної фізики.

### Космічна підготовка
20 червня 1985 року Морі Мамору був відібраний серед трьох японських кандидатів в астронавти першого набору Національного агентства з використання космосу NASDA. Отримав призначення в основний екіпаж шатла для польоту за японською науковою програмою Spacelab J. Старт корабля планувався на 1988 рік, але через катастрофу «Челленджера» він був перенесений.
У 1990 році М. Морі був заново призначений в екіпаж за тією ж самою програмою, але цього разу на новий корабель «Індевор», як спеціаліст з корисного навантаження. Після призначення він пройшов космічну підготовку в Центрі ім. Джонсона (Х'юстон).

## Космічні польоти

### Перший політ на «Індеворі» (STS-47)
Свій перший політ 44-річний Морі Мамору здійснив 12 — 20 вересня 1992 року на космічному кораблі «Індевор» (STS-47) як спеціаліст з корисного навантаження. Це був перший американо-японський політ, а також перший політ у космос професійного японського астронавта (двома роками раніше в космосі побував японський тележурналіст Тоехіро Акіяма. Екіпаж шатла, що складався із 7 чоловік, виконав серію наукових експериментів в орбітальному модулі Spacelab J, велика частина яких була оплачена японською стороною. Мамору Морі брав діяльну участь у виконанні дослідів в області мікрогравітації матеріалів і медико-біологічних експериментів. Тривалість першого польоту склала 7 діб 22 год 30 хв 23 с.

### Міжполітна діяльність
У жовтні 1992 року М. Морі був призначений керівником загону астронавтів NASDA в космічному центрі в Цукубі.
У 1996—1998 роках пройшов курс підготовки в Центрі імені Джонсона спільно з американськими астронавтами НАСА 16-го набору, після чого отримав кваліфікацію спеціаліста польоту. 26 серпня 1998 року отримав призначення в новий екіпаж.

### Другий політ на «Індеворі» (STS-99)
Другий політ на шатлі «Індевор» (STS-99) Мамору Морі здійснив у віці 52 років 11 — 22 лютого 2000 року як спеціаліст польоту. Основним завданням міжнародного екіпажу, до якого входив також німецький астронавт, була радіолокаційна топографічна зйомка земної поверхні. Тривалість польоту склала 11 діб 5 год 39 хв 41 с.
Сумарна тривалість двох космічних польотів М. Морі становила 19 діб 4 год 10 хв 4 с.

## Після стартів
Після виконання свого другого польоту Морі Мамору був призначений у відділення корисного навантаження і жилих модулів відділу астронавтів НАСА, в якому він займався питаннями, що стосуються японського орбітального модуля «Кібо» і його інтеграції в Міжнародну космічну станцію.
З 2007 року М. Морі є виконавчим директором розташованого в Токіо Національного музею розвитку науки та інновацій Miraikan.

## Родина
Дружина — Акіко Наку, у шлюбі троє синів.